# Records d'Algérie d'athlétisme
Les records d'Algérie d'athlétisme sont les meilleures performances réalisées par des athlètes algériens et homologuées par la Fédération algérienne d'athlétisme.

## Hommes
| Discipline            | Athlète | Performance         | Compétition                   | Date              | Lieu                  | Réf.   |
| --------------------- | --- | ------------------- | ----------------------------- | ----------------- | --------------------- | ------ |
| 100 mètres            | Skander Djamil Athmani | 10 s 29 (+ 1,6 m/s) | Championnats d'Algérie        | 28 juillet 2017   | Alger                 | [ 1 ]  |
| 200 mètres            | Soufiane Bouhadda | 20 s 53 (+ 1,9 m/s) | Championnats d'Algérie        | 16 juillet 2016   | Alger                 | [ 2 ]  |
| 400 mètres            | Malik Louahla | 45 s 13             | Championnats du monde         | 4 août 2001       | Edmonton              | [ 3 ]  |
| 800 mètres            | Djamel Sedjati | 1 min 41 s 46       | Meeting de Monaco             | 12 juillet 2024   | Monaco                | [ 4 ]  |
| 1 000 mètres          | Taoufik Makhloufi | 2 min 13 s 08       | Meeting Stanislas             | 1er juillet 2015  | Tomblaine             | [ 5 ]  |
| 1 500 mètres          | Noureddine Morceli | 3 min 27 s 37       | Meeting Nikaïa                | 12 juillet 1995   | Nice                  |        |
| Mile                  | Noureddine Morceli | 3 min 44 s 39       | Meeting de Rieti              | 5 septembre 1993  | Rieti                 |        |
| 2 000 mètres          | Ali Saïdi-Sief | 4 min 46 s 88       |                               | 19 juin 2001      | Strasbourg            |        |
| 3 000 mètres          | Ali Saïdi-Sief | 7 min 25 s 02       | Herculis                      | 18 août 2000      | Monaco                |        |
| 5 000 mètres          | Ali Saïdi-Sief | 12 min 50 s 86      | Golden Gala                   | 30 juin 2000      | Rome                  |        |
| 10 000 mètres         | Khoudir Aggoune | 27 min 58 s 03      |                               | 6 juin 2008       | Saint-Maur-des-Fossés |        |
| 5 km (route)          | Saïd Ameri | 13 min 40 s         |                               | 11 février 2024   | Monaco                |        |
| 10 km (route)         | Mohammed Benyettou | 28 min 1 s          | Facsa                         | 25 février 2024   | Castellón             | [ 6 ]  |
| Semi-marathon         | Mohammed Benyettou | 1 h 0 min 55 s      | Semi-marathon de Copenhague   | 15 septembre 2024 | Copenhague            | [ 7 ]  |
| Marathon              | Rachid Ziar | 2 h 09 min 54 s     | Marathon de Paris             | 7 avril 2002      | Paris                 |        |
| 110 mètres haies      | Amine Bouanani | 13 s 37 (- 0,6 m/s) | Championnats du monde         | 17 juillet 2022   | Eugene                | [ 8 ]  |
| 400 mètres haies      | Abdelmalik Lahoulou | 48 s 39             | Championnats du monde         | 28 septembre 2019 | Doha                  | [ 9 ]  |
| 3 000 mètres steeple  | Laïd Bessou | 8 min 10 s 23       | Herculis                      | 18 août 2000      | Monaco                |        |
| Saut en hauteur       | Abderrahmane Hammad | 2,34 m              | Championnats d'Afrique        | 14 juillet 2000   | Alger                 |        |
| Saut à la perche      | Hichem Cherabi | 5,50 m              |                               | 14 juin 2015      | Deux-Ponts            | [ 10 ] |
| Saut en longueur      | Issam Nima | 8,26 m (+ 0,7 m/s)  |                               | 28 juillet 2007   | Saragosse             |        |
| Triple saut           | Yasser Triki | 17,43 m (+1,0 m/s)  | Jeux olympiques d'été de 2020 | 5 août 2021       | Tokyo                 | [ 11 ] |
| Lancer du poids       | Jean-Marie Djebaili | 19,07 m             |                               | 2 juin 1976       | Saint-Maur-des-Fossés |        |
| Lancer du disque      | Oussama Khennoussi | 63,90 m             | Championnats d'Afrique        | 23 juin 2024      | Douala                | [ 12 ] |
| Lancer du marteau     | Hakim Toumi | 74,76 m             | Championnats d'Algérie        | 8 août 1998       | Alger                 | [ 13 ] |
| Lancer du javelot     | Samir Haouam | 71,28 m             |                               | 19 juillet 2001   | Alger                 |        |
| Décathlon             | Larbi Bouraada | 8 521 points (AR)   | Jeux olympiques               | 17 - 18 août 2016 | Rio de Janeiro        | [ 14 ] |
| Décathlon             | 10 s 75 (-0,4 m/s), 100 m ; 7,52 m (+0,4 m/s), Longueur ; 13,78 m, Poids ; 2,10 m, Hauteur ; 47 s 98, 400 m ; 14 s 15 (+ 0,4 m/s), 110 m haies ; 42,39 m, Disque ; 4,60 m, Perche ; 66,49 m, Javelot ; 4 min 14 s 60, 1 500 m |                     |                               |                   |                       |        |
| 20 kilomètres marche  | Abdelouaheb Ferguène | 1 h 22 min 52 s     |                               | 23 août 1992      | Hildesheim            |        |
| 50 kilomètres marche  | H’Mimed Rahouli | 4 h 19 min 15 s     |                               | 12 mars 1987      | Boumerdès             |        |
| Relais 4 × 100 mètres | Mahmoud Hammoudi Ali Bouguesba Skander Djamil Athmani Soufiane Bouhadda | 39 s 89             | Championnats d'Afrique        | 12 août 2014      | Marrakech             |        |
| Relais 4 × 400 mètres | Samir-Adel Louahla Kamel Talhaoui Ahmed Aichaoui Malik Louahla | 3 min 02 s 78       | Jeux méditerranéens           | 18 juin 1997      | Bari                  |        |

## Femmes
| Discipline            | Athlète | Performance        | Compétition                     | Date             | Lieu         | Réf.   |
| --------------------- | --- | ------------------ | ------------------------------- | ---------------- | ------------ | ------ |
| 100 mètres            | Souheir Bouali | 11 s 61 (-1,5 m/s) |                                 | 8 juillet 2007   | Alger        |        |
| 100 mètres            | Souheir Bouali | 11 s 61 (+2,0 m/s) |                                 | 18 juin 2008     | Tlemcen      |        |
| 200 mètres            | Yasmina Azzizi | 23 s 38 (-0,1 m/s) | Multistars                      | 16 mai 1992      | Brescia      | [ 15 ] |
| 400 mètres            | Zahra Bouras | 52 s 98            |                                 | 1er juin 2009    | Rehlingen    |        |
| 800 mètres            | Hassiba Boulmerka | 1 min 58 s 72      | Golden Gala                     | 17 juillet 1991  | Rome         |        |
| 1 000 mètres          | - | -                  | -                               | -                | -            | -      |
| 1 500 mètres          | Hassiba Boulmerka | 3 min 55 s 30      | Jeux olympiques                 | 8 août 1992      | Barcelone    |        |
| Mile                  | Hassiba Boulmerka | 4 min 20 s 79      | Bislett Games                   | 6 juillet 1991   | Oslo         |        |
| 2 000 mètres          | |                    |                                 |                  |              |        |
| 3 000 mètres          | Souad Aït Salem | 8 min 47 s 99      |                                 | 22 juin 2006     | Alger        |        |
| 5 000 mètres          | Souad Aït Salem | 15 min 07 s 49     |                                 | 8 juillet 2006   | Saint-Denis  |        |
| 10 000 mètres         | Souad Aït Salem | 32 min 13 s 15     |                                 | 23 juillet 2004  | Mataró       |        |
| Semi-marathon         | Souad Aït Salem | 1 h 09 min 15 s    | Semi-marathon de Rome-Ostie     | 24 février 2008  | Rome         | [ 16 ] |
| Marathon              | Souad Aït Salem | 2 h 25 min 08 s    | Marathon de Rome                | 18 mars 2007     | Rome         |        |
| 100 mètres haies      | Yasmina Azzizi | 13 s 02 (-0,8 m/s) | Multistars                      | 16 mai 1992      | Brescia      |        |
| 400 mètres haies      | Houria Moussa | 56 s 66            |                                 | 22 juin 2006     | Alger        |        |
| 3 000 mètres steeple  | Amina Bettiche | 9 min 25 s 90      | Jeux de la solidarité islamique | 17 mai 2017      | Bakou        | [ 17 ] |
| Saut en hauteur       | Sara Bouaoudia | 1,85 m             | Jeux méditerranéens             | 1er juillet 2005 | Almería      | [ 18 ] |
| Saut à la perche      | Lynda Méziani | 3,70 m             |                                 | 7 mai 2000       | Franconville |        |
| Saut à la perche      | Sonia Halliche | 3,70 m             |                                 | 24 juillet 2006  | Alger        |        |
| Saut à la perche      | Sonia Halliche | 3,70 m             |                                 | 5 juillet 2010   | Alger        |        |
| Saut à la perche      | Sonia Halliche | 3,70 m             | Championnats d'Algérie          | 27 juillet 2011  | Alger        | [ 19 ] |
| Saut en longueur      | Baya Rahouli | 6,70 m (-0,1 m/s)  | Meeting de Rieti                | 5 septembre 1999 | Rieti        |        |
| Triple saut           | Baya Rahouli | 14,98 m (+0,2 m/s) | Jeux méditerranéens             | 1er juillet 2005 | Almería      |        |
| Lancer du poids       | Yasmina Azzizi | 16,16 m            | Championnats d'Algérie          | 13 juillet 1995  | Annaba       | [ 13 ] |
| Lancer du disque      | Aïcha Dahmous | 53,54 m            |                                 | 25 juin 1987     | Alger        |        |
| Lancer du marteau     | Zahra Tatar | 69,65 m            | Jeux africains                  | 19 mars 2024     | Accra        | [ 20 ] |
| Lancer du javelot     | Faïza Kadri | 47,92 m            | Championnats d'Algérie          | 20 juillet 2005  | Alger        | [ 13 ] |
| Heptathlon            | Yasmina Azzizi | 6 392 pts          | Championnats du monde           | 26–27 août 1991  | Tokyo        | [ 21 ] |
| Heptathlon            | 13 s 34 (+ 1,5 m/s), 100 m haies ; 1,79 m, hauteur ; 15,40 m, poids ; 24 s 32 (-0,5 m/s), 200 m ; 1er jour : ??? points 6,15 m (+0,3 m/s), longueur ; 44,62 m, javelot ; 2 min 17 s 17, 800 m ; 2e jour : ??? points |                    |                                 |                  |              |        |
| 20 kilomètres marche  | Souad Azzi | 1 h 33 min 39 s    | Coupe d'Algérie de marche       | 4 février 2022   | Alger        | [ 22 ] |
| Relais 4 × 100 mètres | Benkaci Manel Troubia nesrine safaa Hamel Rahil Nait Abdelaziz Nadia | 46 s 57            | Championnat d’Algérie Open      | 11 aout 2025     | Alger        |        |
| Relais 4 × 400 mètres | Djamila Zine Rokaia Mouici Douaa Ferdi Chaima Ouanis | 3 min 39 s 18      | Universiades                    | 5 août 2023      | Chengdu      |        |

## Historique des records

### Record des premiers championnats d'Algérie
Les résultats des premiers championnats d'Algérie d'athlétisme 1962-1963 sont
- 4*400 mètres : MC Alger 3'30"3'
- javelot : Bendjerba (Oran) 44,11 m
- 100 mètres : Brakchi (Alger) 11 s 3
- hauteur : Bakchi (Alger) 1,85 m
- 1500 mètres : Baghdadi Si Mohamed (Alger) 4 min 14 s 4
- 10000 mètres : Gnaoui (Alger) 34 min 32 s 5
- triple au saut : Brakchi (Alger) 14,40 m
- marteau : Maachou (Alger) 25,05 m
- longueur : Brakchi (Alger) 7,02 m
- 110 mètres haies : Chidekh (Constantine) 20 s 2
- 5000 mètres : Abdèche (Alger) 15 min 10 s 6
- 3000 mètres steeple : Ameur (Alger) 9 min 34 s 7
- 800 mètres : Djamel Si Mohamed (Alger) 1 min 59 s 7
- 400 mètres haies : Delhoum 62 s 6